# سکه طلسم چینی
سکه طلسم چینی (انگلیسی: Chinese numismatic charm)

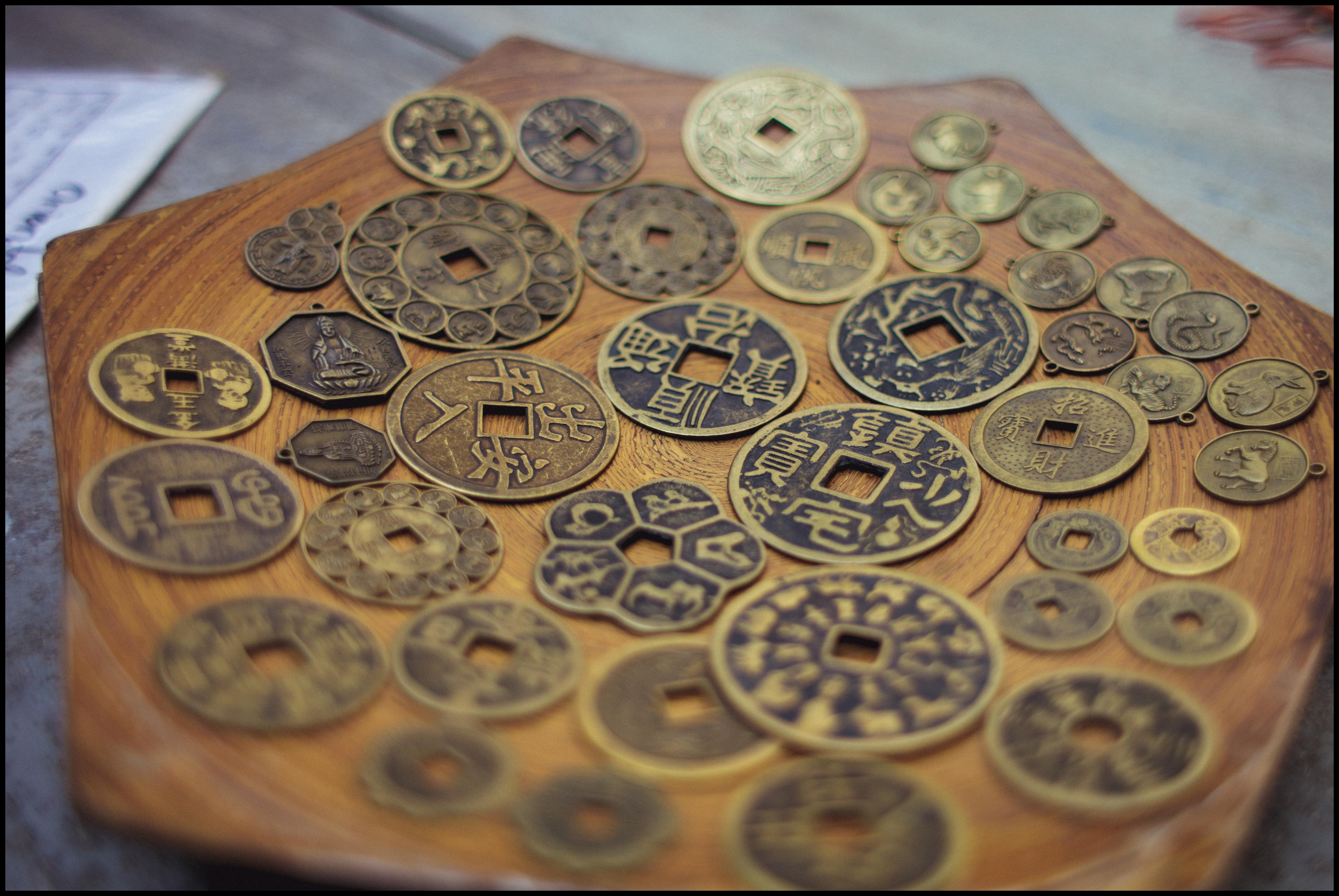
سكه‌هاي شانس

سکه‌هایی در ویتنام غربی معمولاً به عنوان طلسم چینی شناخته می‌شوند، به مجموعه‌ای از انواع خاص از سکه‌ها و سکه‌های شکل داده‌شده که عمدتاً برای استفاده در مراسم استفاده می‌شوند، اشاره دارد و تقریباً در تمام اشکال خرافات چینی و فنگ‌شویی نیز دخیل هستند. این در چین و حتی تایوان بسیار مشهور بود. به‌طور معمول، این سکه‌ها به‌طور خصوصی توسط خانواده ثروتمند برای مراسم خانوادگی شان تأمین می‌شوند، هر چند که چند نوع از آن‌ها توسط دولت‌های مختلف یا دستورها مذهبی در طول قرن‌ها مشخص شده‌اند. سکه طلسم چینی به‌طور نمونه حاوی بسیاری از نمادگرایی پنهان و بصری است. بر خلاف سکه‌های پول نقد که معمولاً حاوی دو یا چهار کاراکتر در یک طرف هستند، طلسم چینی معمولاً از جنس مس یا برنج است. معمولاً این نوع سکه‌ها به شدت تزئین می‌شوند، الگوهای پیچیده دارند و حتی حکاکی می‌شوند.